# Fúj, süvölt a Mátra szele
A Fúj, süvölt a Mátra szele kezdetű magyar népdalt Kodály Zoltán gyűjtötte a Nyitra vármegyei Vágfarkasdon 1905-ben. A dal szövege Czuczor Gergely: Alföldi legény című versének második része. Kodály szerint a nép átvette a szöveget.
A dallam régi stílusú, korát 1500 évesre becslik. Találtak rokon dallamot a csuvas és mári népdalok között.
Dallamára énekelhető a 125. zsoltár.
Feldolgozások:
| Szerző            | Mire               | Mű                                    |
| ----------------- | ------------------ | ------------------------------------- |
| Kodály Zoltán     | két szólam         | Bicinia Hungarica, II. füzet, 83. dal |
| Vásárhelyi Zoltán | két egynemű szólam | Erdő-mező, 4. kotta                   |

## Kotta és dallam
Fúj, süvölt a Mátra szele,

üngöm, gatyám lobog bele.

Kalapom is elkapta már,

Tiszába vitte a tatár.
A Kodály által gyűjtött eredeti szöveg:
Kalapom a Tiszán úszkál,

subám zálog a bírónál,

de a szívem itten dobog,

forró lángja feléd lobog.

## Felvételek
- Felvidéki népdalok. Szvorák Katalin  YouTube (2015. december 9.)  (Hozzáférés: 2016. április 28.) (videó) 0:51-ig.
- Fúj, süvölt a Mátra. Máriássi István  YouTube. Debrecen (2013. július 28.)  (Hozzáférés: 2016. április 28.) (videó)
- Fúj, süvölt a Mátra szele. Bojtor Imre. Kísér Lakatos Sándor és zenekara  YouTube (1961. december 5.)  (Hozzáférés: 2016. április 28.) (audió)
- Fúj, süvölt a Mátra szele. cimbalom.nl (Hozzáférés: 2016. április 28.) (audió) arch